# Epeorus bicolliculatus
Epeorus bicolliculatus es una especie de efímera del género Epeorus, familia, Heptageniidae. Fue descrita por Hrivniak en 2017.

## Descripción
Posee tergos abdominales con protuberancias pareadas. Placas branquiales estrechas.

## Distribución y hábitat
Se distribuye por Georgia, Rusia, Turquía y Armenia. Las larvas habitan en arroyos y ríos. Se han encontrado ejemplares a altitudes que van desde 40 hasta 1804 m s. n. m.